# George Kuzmicz
George Kuzmicz (né le 24 mai 1952 à Montréal, dans la province de Québec au Canada) est un joueur professionnel québécois de hockey sur glace.

## Carrière en club
En 1971, il commence sa carrière avec l'Université Cornell dans l'ECAC. Il est choisi au cours du repêchage amateur 1972 dans la Ligue nationale de hockey par les Red Wings de Détroit en 9e ronde, en 138e position. Il passe professionnel avec les Toros de Toronto dans la Association mondiale de hockey en 1974.

## Statistiques
| Saison     | Équipe                  | Ligue      |    | Saison régulière | Saison régulière | Saison régulière | Saison régulière | Saison régulière |   | Séries éliminatoires | Séries éliminatoires | Séries éliminatoires | Séries éliminatoires | Séries éliminatoires |
| Saison     | Équipe                  | Ligue      | PJ | B                | A                | Pts              | Pun              | PJ               | B | A                    | Pts                  | Pun                  |                      |                      |
| 1971-1972  | Université Cornell      | ECAC       | -  | -                | -                | -                | -                | -                | - | -                    | -                    | -                    |                      |                      |
| 1973-1974  | Université Cornell      | ECAC       | 25 | 7                | 23               | 30               | 26               | -                | - | -                    | -                    | -                    |                      |                      |
| 1974-1975  | Comets de Mohawk Valley | NAHL       | 13 | 0                | 3                | 3                | 21               | 2                | 0 | 0                    | 0                    | 0                    |                      |                      |
| 1974-1975  | Toros de Toronto        | AMH        | 34 | 0                | 12               | 12               | 22               | -                | - | -                    | -                    | -                    |                      |                      |
| 1975-1976  | Toros de Toronto        | AMH        | 1  | 0                | 0                | 0                | 0                | -                | - | -                    | -                    | -                    |                      |                      |
| 1975-1976  | Norsemen de Buffalo     | NAHL       | 38 | 1                | 8                | 9                | 35               | -                | - | -                    | -                    | -                    |                      |                      |
| Totaux AMH | Totaux AMH              | Totaux AMH | 35 | 0                | 12               | 12               | 22               | -                | - | -                    | -                    | -                    |                      |                      |